# Asconema topsenti
Asconema topsenti är en svampdjursart som beskrevs av Konstantin R. Tabachnick och Menshenina 2007. Asconema topsenti ingår i släktet Asconema och familjen Rossellidae. Inga underarter finns listade i Catalogue of Life.